# Ängsjön (Kinnarumma socken, Västergötland)
Ängsjön är en sjö i Borås kommun i Västergötland och ingår i Viskans huvudavrinningsområde. Sjön är 4,5 meter djup, har en yta på 0,016 kvadratkilometer och befinner sig 130 meter över havet.